# Carbocisteína
Carbocisteína é um fármaco utilizado pela medicina que promove a expectoração das vias aéreas superiores.

## Indicações
A carbocisteína é indicada no tratamento de infecções agudas ou crônicas do trato respiratório, como mucolítico e fluidificante das secreções, onde a presença abundante de secreções viscosas seja um fator agravante.

## Efeitos colaterais
A carbocisteína pode causar alguns efeitos colaterais, como:
- diarreia
- náuseas
- desconforto gástrico
- sangramento gastrointestinal
- erupções cutâneas

Existem também raros relatos de tontura, cefaleias, insônia, hipoglicemia e palpitações.

## Contraindicações
A carbocisteína é contra indicada a pacientes com úlcera gástrica e nos casos de hipersensibilidade a carbocisteína.